# Lịch sử máy trợ thính

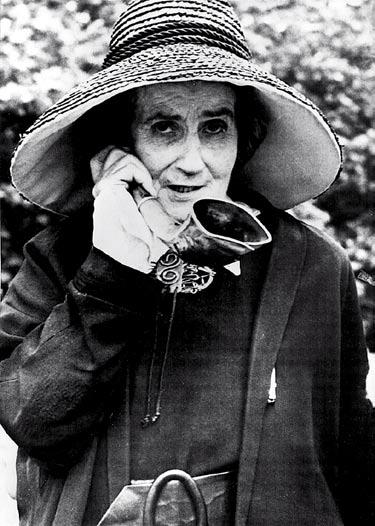
Madame de Meuron với kèn loa

Máy trợ thính đầu tiên được tạo ra vào thế kỷ 17. Phong trào hướng tới máy trợ thính hiện đại bắt đầu với việc tạo ra điện thoại, và thiết bị trợ thính điện tử đầu tiên được tạo ra vào năm 1898. Đến cuối thế kỷ 20, máy trợ thính kỹ thuật số được phân phối tới công chúng thương mại. Một số máy trợ thính đầu tiên là máy trợ thính ngoài. Thiết bị trợ thính ngoài điều khiển âm thanh trước tai và chặn tất cả các tiếng ồn khác. Thiết bị này sẽ được đặt vào đằng sau hoặc trong tai.
Việc phát minh ra micrô, máy phát, chip xử lý tín hiệu số hoặc DSP, và sự phát triển của công nghệ máy tính đã hỗ trợ biến máy trợ thính chuyển sang hình dạng hiện tại của nó.

## Sách tham khảo
- Berger, Kenneth. "Hearing Aid Museum." Kent State University Excellence in Action. http://www.kent.edu/ehhs/spa/museum/history.cfm Lưu trữ ngày 20 tháng 9 năm 2012 tại Wayback Machine (accessed ngày 15 tháng 5 năm 2011).
- Howard, Alexander. "Hearing Aids: Smaller and Smarter." New York Times, ngày 26 tháng 11 năm 1998.
- K., W. (1953, Apr 19). Transistors in need of improvement. New York Times (1923-Current File), pp. E9.
- Levitt, H. "Digital hearing aids: wheelbarrows to ear inserts." ASHA Leader 12, no. 17 (ngày 26 tháng 12 năm 2007): 28-30.
- Mills, Mara. "Hearing Aids and the History of Electronics Miniaturization." IEEE Annals of the History of Computing 33.2 (2011): 24-44.